# C2 (cryptographie)
Pour les articles homonymes, voir C2.
Meilleure cryptanalyse
aucune attaque meilleure que la recherche exhaustive
C2 aussi connu sous le nom de Cryptomeria est un algorithme de chiffrement par bloc propriétaire notamment utilisé pour la protection des DVD et conçu par 4C Entity. Il est le successeur du CSS. Le C2 a été déployé dans le cadre de la technologie Content Protection for Recordable Media (CPRM/CPPM) qui est appliquée à différents supports de stockage (DVD, DVD-Audio, cartes flash, etc.).

## Description
Le C2 est basé sur un réseau de Feistel avec 10 tours. Comme DES, sa clé est de 56 bits avec un bloc de 64 bits. Les spécifications du chiffrement et du déchiffrement sont disponibles pour des évaluations, mais l'implémentation du C2 nécessite l'acquisition d'une licence auprès de 4C Entity afin d'obtenir le contenu des S-Boxes.

## Attaques
En raison de sa clé relativement courte, l'algorithme peut être attaqué avec une recherche exhaustive implémentée sur du matériel performant. 
Après l'annonce des diffuseurs de HDTV qui indiquait leur volonté de distribuer le contenu des programmes avec le drapeau copy-once à partir de 5 avril 2004, un projet fut lancé le 21 décembre 2003 afin d'effectuer une recherche exhaustive distribuée.
Pour forcer le copy-once, les Personal Video Recorder employaient des supports compatibles avec le CPRM. 
Le projet échoua et se termina le 8 mars 2004 après avoir parcouru l'ensemble de l'espace des clés sans toutefois trouver une clé valide pour une raison inconnue.